# Bamiyeh

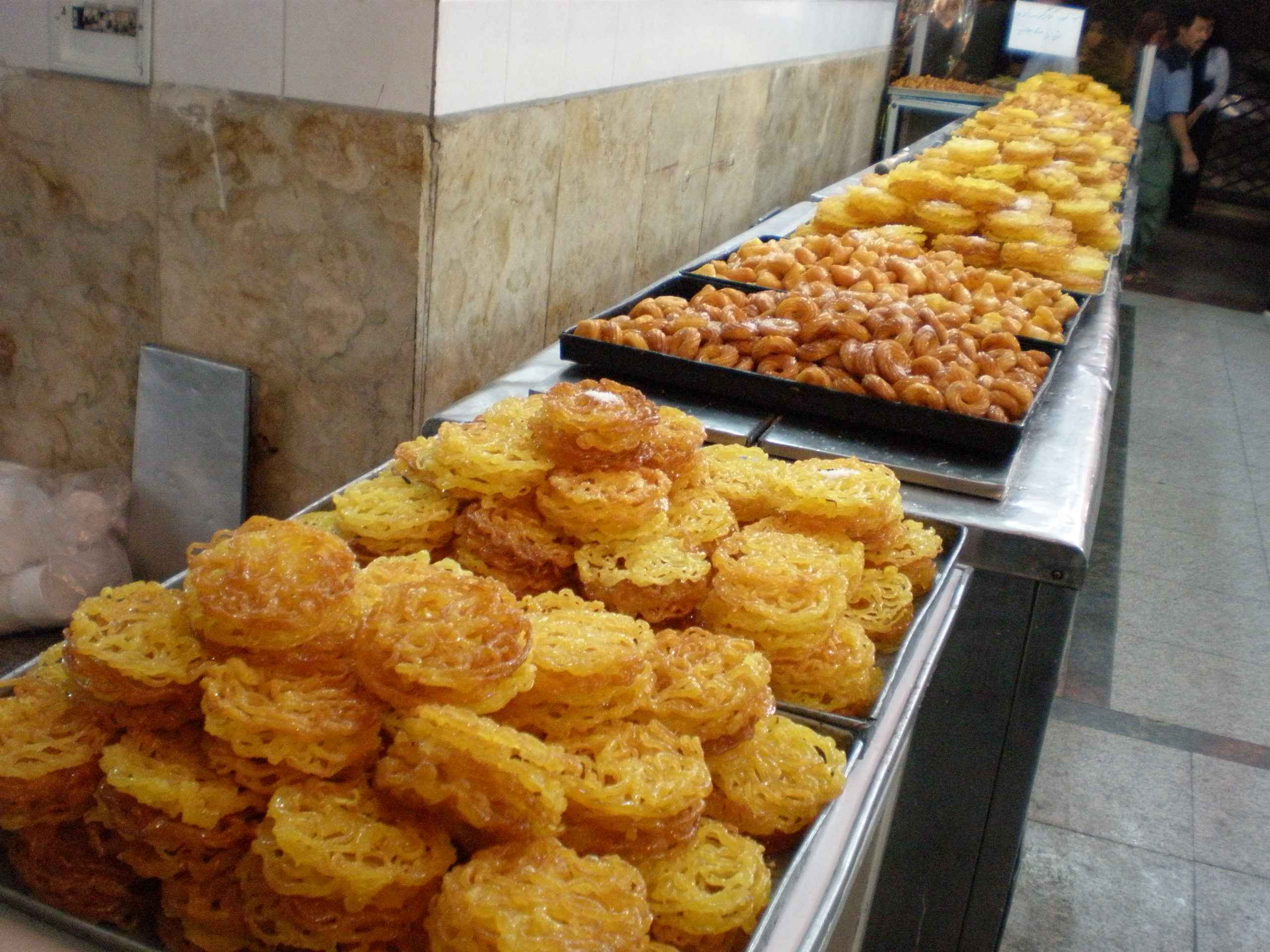
Zulbia y Okra

Bamiyeh (persa: باميه) es una comida tradicional de Irán, y que es muy similar a un dónut. Está hecha de yogur y una masa a base de almidón, que se fríe antes de ser sumergida en jarabe. Es un alimento dulce que se disfruta después de la conclusión del ayuno del Ramadán.